# John Osako
John Osako (1921-1983) fue un deportista estadounidense que compitió en judo. Ganó dos medallas de oro en el Campeonato Panamericano de Judo en los años 1952 y 1956.

## Palmarés internacional
| Campeonato Panamericano | Campeonato Panamericano | Campeonato Panamericano | Campeonato Panamericano |
| Año                     | Lugar                   | Medalla                 | Categoría               |
| ----------------------- | ----------------------- | ----------------------- | ----------------------- |
| 1952                    | La Habana (Cuba)        | Medalla de oro          | Abierta                 |
| 1956                    | La Habana (Cuba)        | Medalla de oro          | Abierta                 |